# 동시 관측 신성 목록
동시 관측 신성은 보통 두 개 이상의 신성이 1년 이내에 동시에 발견했을 때의 현상을 의미한다. 동시 관측 신성은 X선, 자외선, 광학, 적외선, 전파 등 다양한 파장에서 동시에 관측된다.

## 특징
2020년대 이후로, 특히 NASA의 스위프트(Swift), 찬드라(Chandra), 가이아(Gaia), NICER 같은 우주 망원경과, 지상 광학 관측소, 전파 망원경(VLA, MeerKAT) 등이 함께 신성들을 동시 관측하는 일이 많아졌습니다.

## 목록
아래는 동시 관측된 주요 신성들 목록 중 일부이다.
| 신성 이름                           | 관측 시기   | 사용된 망원경                                        | 비고                                         |
| ----------------------------------- | ----------- | ---------------------------------------------------- | -------------------------------------------- |
| 헤라클레스자리 V1674                | 2021년 6월  | Swift, NICER, VLA, 지상 망원경 등                    |                                              |
| 용골자리 V906과 페르세우스자리 V392 | 2018년 3월  | Fermi, Swift, 지상 광학 관측소                       |                                              |
| ASASSN-17hx                         | 2017년      | GALEX, Swift, 지상 망원경                            |                                              |
| 조각가자리 V745                     | 2014년 2월  | Swift, Spitzer, 지상 적외선 관측소                   |                                              |
| 궁수자리 V5589                      | 2012년 4월  | Swift, 지상 망원경                                   |                                              |
| 궁수자리 V3890                      | 2019년      | Swift, VLA, 지상 관측소                              |                                              |
| SMCN 2016‑10a                       | 2016년 10월 |                                                      | SMC에서 2016년 관측된 가장 밝은 신성 중 하나 |
| 에리다누스자리 KT                   | 2009년      | 2009년 에리다누스자리에서 동시 광학·X선·전파 관측됨  |                                              |
| LMC 2012                            | 2012년      | UV, 광학, X선·근 적외선 등 ‘pan‑chromatic’ 동시 관측 |                                              |
| 게자리 V1369                        | 2013년      | 2013년 켄타우루스자리에서 UV+광학 고해상도 동시 관측 |                                              |
| ASAS‑SN‑16kt                        | 2016년      |                                                      |                                              |
| 외뿔소자리 V959                     | 2012년      |                                                      |                                              |
| V339 Del                            | 2021년      |                                                      |                                              |
| 카시오페이아자리 V1405              | 2021년      |                                                      |                                              |